# 华茂股份
安徽华茂纺织股份有限公司 （深交所：000850，英文：Anhui Huamao Textile Company Limited，简称：华茂股份），是中国深圳证券交易所的一家上市公司，同时也是安庆市财政局监管的安庆市属国有企业，公司主要产品有纱、线、坯布、皮棉及棉籽等。
公司创立于1998年，由原安徽省安庆纺织厂独家发起组建，1998年10月7日在深圳证券交易所挂牌交易。公司总部位于安徽省安庆市大观区，法定代表人：倪俊龙。
2019年，公司实现营业收入29.79亿元，同比增长7.10%；实现净利润1.98亿元，同比增长66.59%。